# Tramsta
Tramsta är en by i Lockne distrikt (Lockne socken) i Östersunds kommun i Jämtlands län (Jämtland). Byn är belägen väster om Locknesjön, vid länsväg 560 mellan småorterna Ångsta i norr och Loke i söder, cirka tre kilometer från tätorten Tandsbyn.